# كولدووتر (ميشيغان)
كولدووتر (بالإنجليزية: Coldwater, Michigan)‏ هي مدينة تقع في مقاطعة برانش (ميشيغان) بولاية ميشيغان في شمال شرق الولايات المتحدة. تأسست عام 1861، تبلغ مساحة هذه المدينة 21.42 (كم²)، وترتفع عن سطح البحر 294 م، بلغ عدد سكانها 10945 نسمة في عام 2010 حسب إحصاء مكتب تعداد الولايات المتحدة وتصل الكثافة السكانية فيها 526.3 نسمة/كم2.

## التركيبة السكانية
قام مكتب تعداد الولايات المتحدة بتحديد بيانات التركيبة السكانية لكولدووتر في تعداد الولايات المتحدة. في ما يلي، التركيبة السكانية حسب تعدادي 2000 و2010.

### تعداد عام 2000
بلغ عدد سكان كولدووتر 12,697 نسمة بحسب تعداد عام 2000، وبلغ عدد الأسر 4,058 أسرة وعدد العائلات 2,520 عائلة مقيمة في المدينة.
وتوزع التركيب العرقي للمدينة بنسبة 85.35% من البيض و 0.75% من الأمريكيين الأصليين و 0.92% من الأمريكيين ذوي الأصول الآسيوية و 0.03% من سكان جزر المحيط الهادئ و 8.42% من الأمريكيين الأفارقة و 3.01% من عرقين مختلطين أو أكثر.
بلغ عدد الأسر 4,058 أسرة كانت نسبة 32.9% منها لديها أطفال تحت سن الثامنة عشر تعيش معهم، وبلغت نسبة الأزواج القاطنين مع بعضهم البعض 43.6% من أصل المجموع الكلي للأسر، ونسبة 12.9% من الأسر كان لديها معيلات من الإناث دون وجود شريك، وكانت نسبة 37.9% من غير العائلات. تألفت نسبة 31.9% من أصل جميع الأسر من أفراد ونسبة 13.9% كانوا يعيش معهم شخص وحيد يبلغ من العمر 65 عاماً فما فوق. وبلغ متوسط حجم الأسرة المعيشية 3.11، أما متوسط حجم العائلات فبلغ 2.49.
بلغ العمر الوسطي للسكان 36 عاماً. وكانت نسبة 22.4% من القاطنين تحت سن الثامنة عشر، وكانت نسبة 9.4% بين الثامنة عشر والأربعة وعشرون عاماً، ونسبة 35.4% كانت واقعةً في الفئة العمرية ما بين الخامسة والعشرون حتى والأربعة وأربعون عاماً، ونسبة 20.3% كانت ما بين الخامسة والأربعون حتى الرابعة والستون، ونسبة 12.5% كانت ضمن فئة الخامسة والستون عاماً فما فوق. يوجد لكل 100 أنثى 101.5 ذكر، ويوجد لكل 100 أنثى في الثامنة عشر من عمرها فما فوق 100.8 ذكر.
بلغ متوسط دخل الأسرة في المدينة 33,913 دولار، أما متوسط دخل العائلة فبلغ 41,107 دولار. وكان متوسط دخل الذكور 31,577 دولار مقابل 22,088 دولار للإناث. وسجل دخل الفرد الخاص بالمدينة 15,833 دولار. وكانت نسبة 6.0% من العائلات ونسبة 9.6% من السكان تحت خط الفقر، وكان من هؤلاء نسبة 11.6% تحت سن الثامنة عشر ونسبة 7.9% في الخامسة والستين من العمر وما فوق.

### تعداد عام 2010
بلغ عدد سكان كولدووتر 10,945 نسمة بحسب تعداد عام 2010، وبلغ عدد الأسر 4,255 أسرة وعدد العائلات 2,628 عائلة مقيمة في المدينة. في حين سجلت الكثافة السكانية 1,363.0 نسمة لكل ميل مربع (526.3/كم2). وبلغ عدد الوحدات السكنية 4,827 وحدة بمتوسط كثافة قدره 601.1 لكل ميل مربع (232.1/كم2).
وتوزع التركيب العرقي للمدينة بنسبة 92.5% من البيض و 0.2% من الأمريكيين الأصليين و 0.8% من الأمريكيين ذوي الأصول الآسيوية و 0.6% من الأمريكيين الأفارقة و 2.7% من عرقين مختلطين أو أكثر.
بلغ عدد الأسر 4,255 أسرة كانت نسبة 34.9% منها لديها أطفال تحت سن الثامنة عشر تعيش معهم، وبلغت نسبة الأزواج القاطنين مع بعضهم البعض 39.9% من أصل المجموع الكلي للأسر، ونسبة 15.1% من الأسر كان لديها معيلات من الإناث دون وجود شريك، بينما كانت نسبة 6.7% من الأسر لديها معيلون من الذكور دون وجود شريكة وكانت نسبة 38.2% من غير العائلات. تألفت نسبة 32.4% من أصل جميع الأسر من أفراد ونسبة 14.6% كانوا يعيش معهم شخص وحيد يبلغ من العمر 65 عاماً فما فوق. وبلغ متوسط حجم الأسرة المعيشية 3.14، أما متوسط حجم العائلات فبلغ 2.49.
بلغ العمر الوسطي للسكان 35.2 عاماً. وكانت نسبة 27.2% من القاطنين تحت سن الثامنة عشر، وكانت نسبة 9.3% بين الثامنة عشر والأربعة وعشرون عاماً، ونسبة 25.3% كانت واقعةً في الفئة العمرية ما بين الخامسة والعشرون حتى والأربعة وأربعون عاماً، ونسبة 23.4% كانت ما بين الخامسة والأربعون حتى الرابعة والستون، ونسبة 15% كانت ضمن فئة الخامسة والستون عاماً فما فوق. وتوزع التركيب الجنسي للسكان بنسبة 47.8% ذكور و52.2% إناث.

## جغرافيا
يطفوا نهر كولدووتر إلى المدينة من الجهة الجنوبية، ويتكون النهر بالاساس من بحيرة كولدووتر.

## وصلات خارجية
- http://www.coldwater.org/
- The US50 - Cities and Towns in Michigan State